# Scorpaena notata
La escórpora, cabriela o rascacio (Scorpaena notata) es una especie de pez escorpeniforme de la familia Scorpaenidae. Se distribuye por todo el mar Mediterráneo, el mar Negro y el Atlántico oriental, desde el golfo de Vizcaya hasta Senegal, incluyendo Madeira, Azores y Canarias. Se encuentra en fondos rocosos entre 1 y 200 m aunque ocasionalmente se le puede hallar hasta a 700 m, a menudo en cuevas. Puede vivir también en prados marinos litorales. Es un pez bentónico y cuando es molestado se desplaza rápido y a corta distancia y vuelve a quedarse quieto. Su tamaño no excede los 20 cm, lo que le hace el pez más pequeño de su familia. Es de hábitos solitarios. Se alimenta de crustáceos, moluscos y peces pequeños. Posee unos radios espinosos en la aleta dorsal que están conectados a glándulas venenosas que pueden provocar hinchazón, dolor y fiebre, que incluso puede ser peligrosa para niños pequeños.

## Galería de imágenes

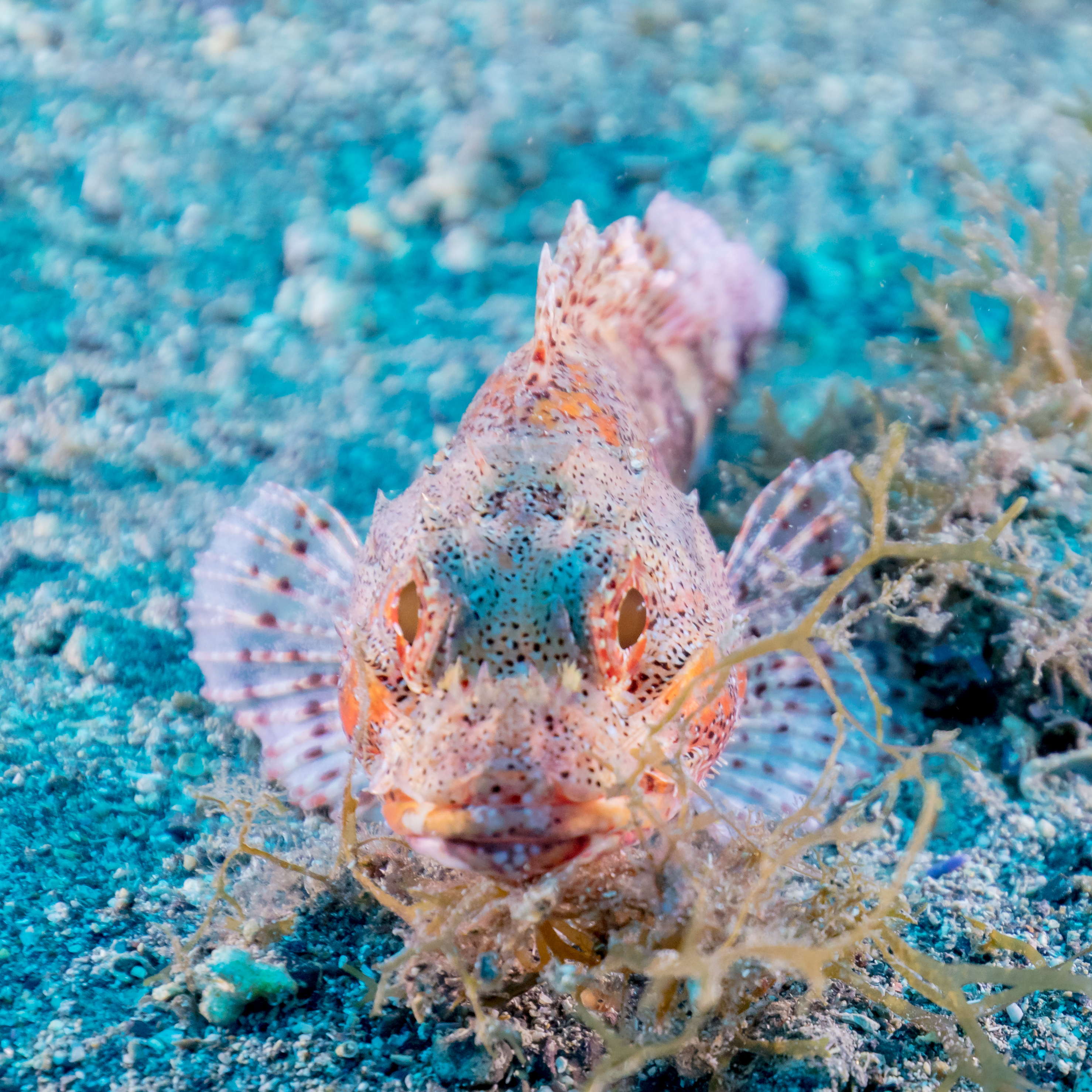
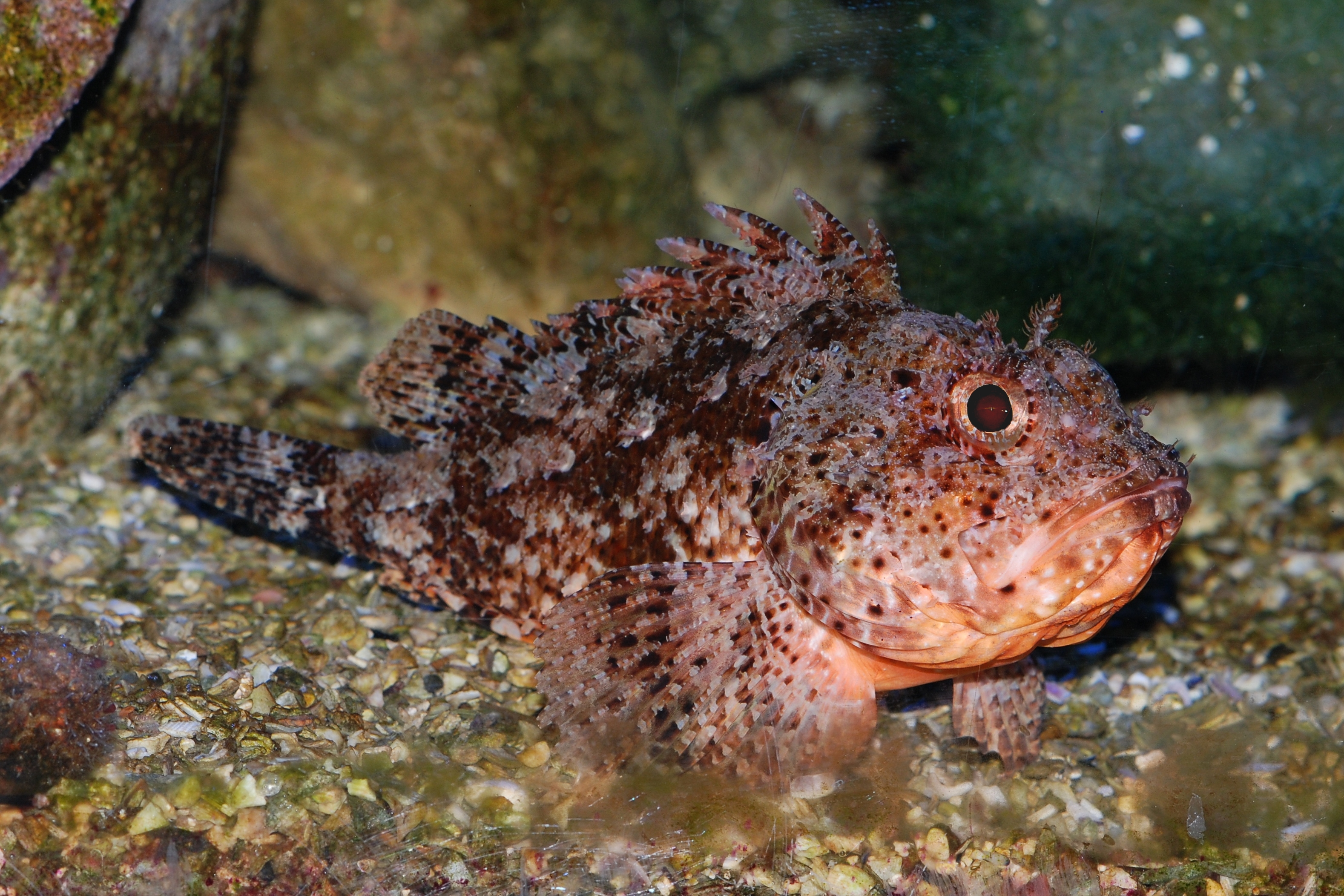
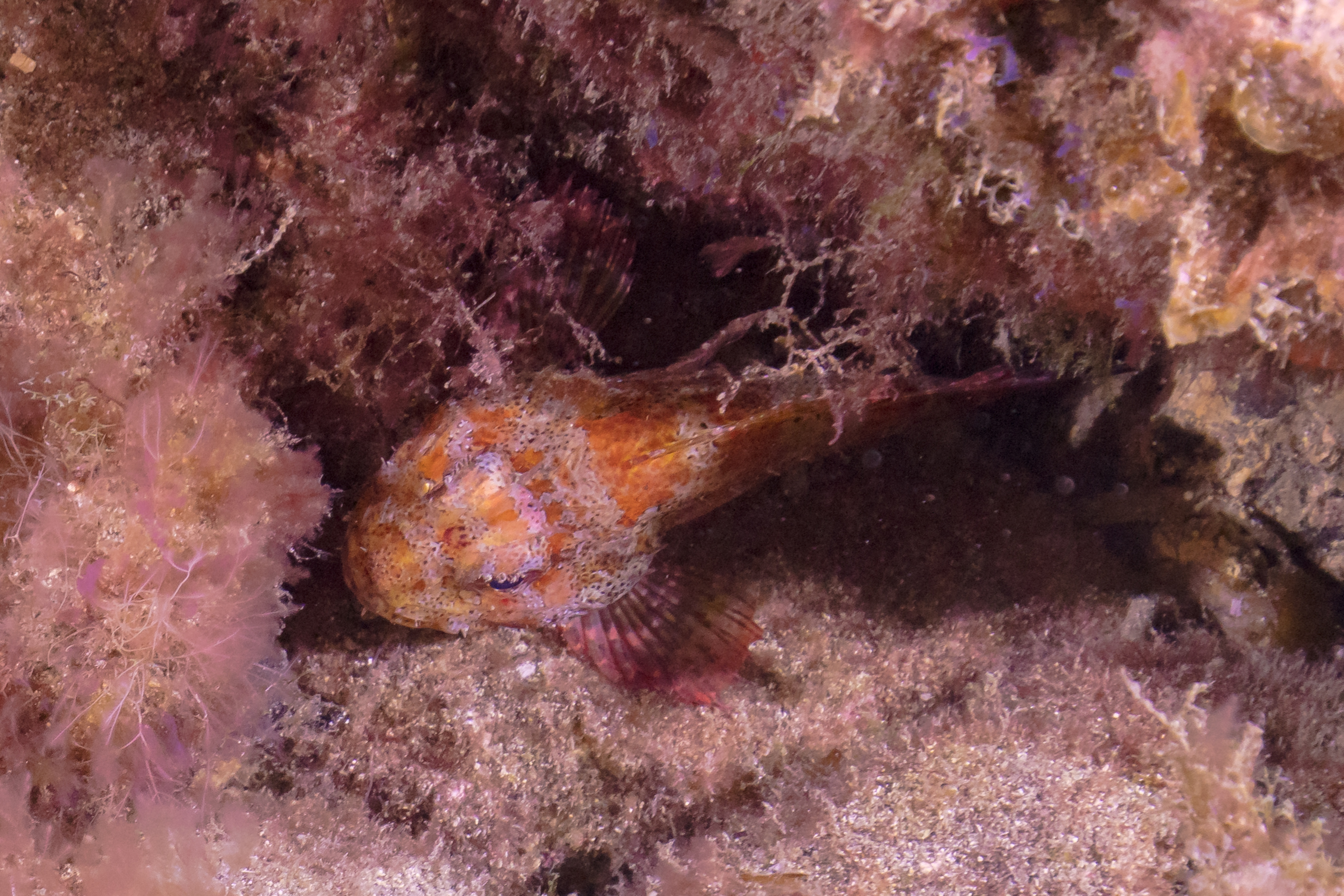
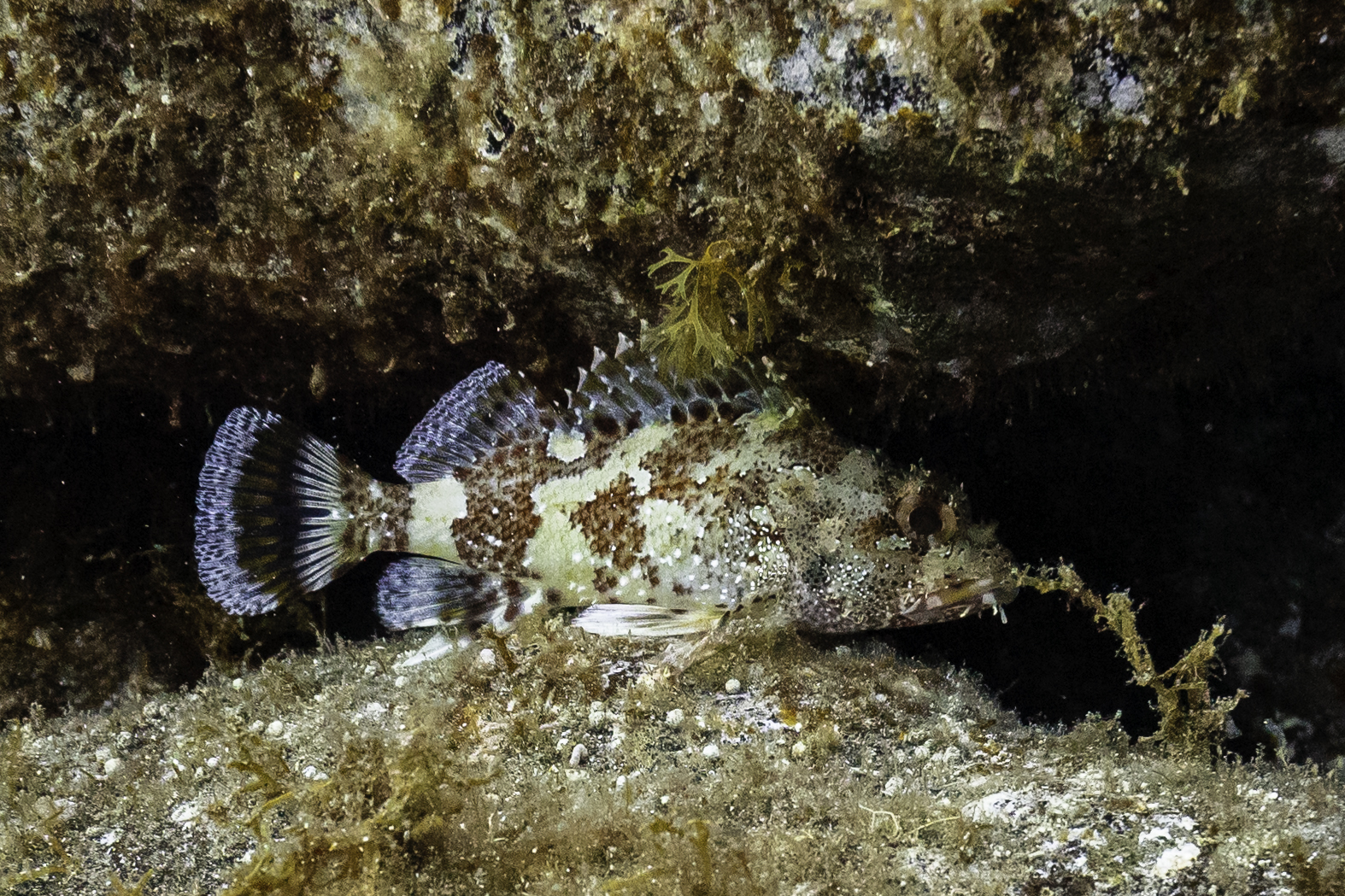
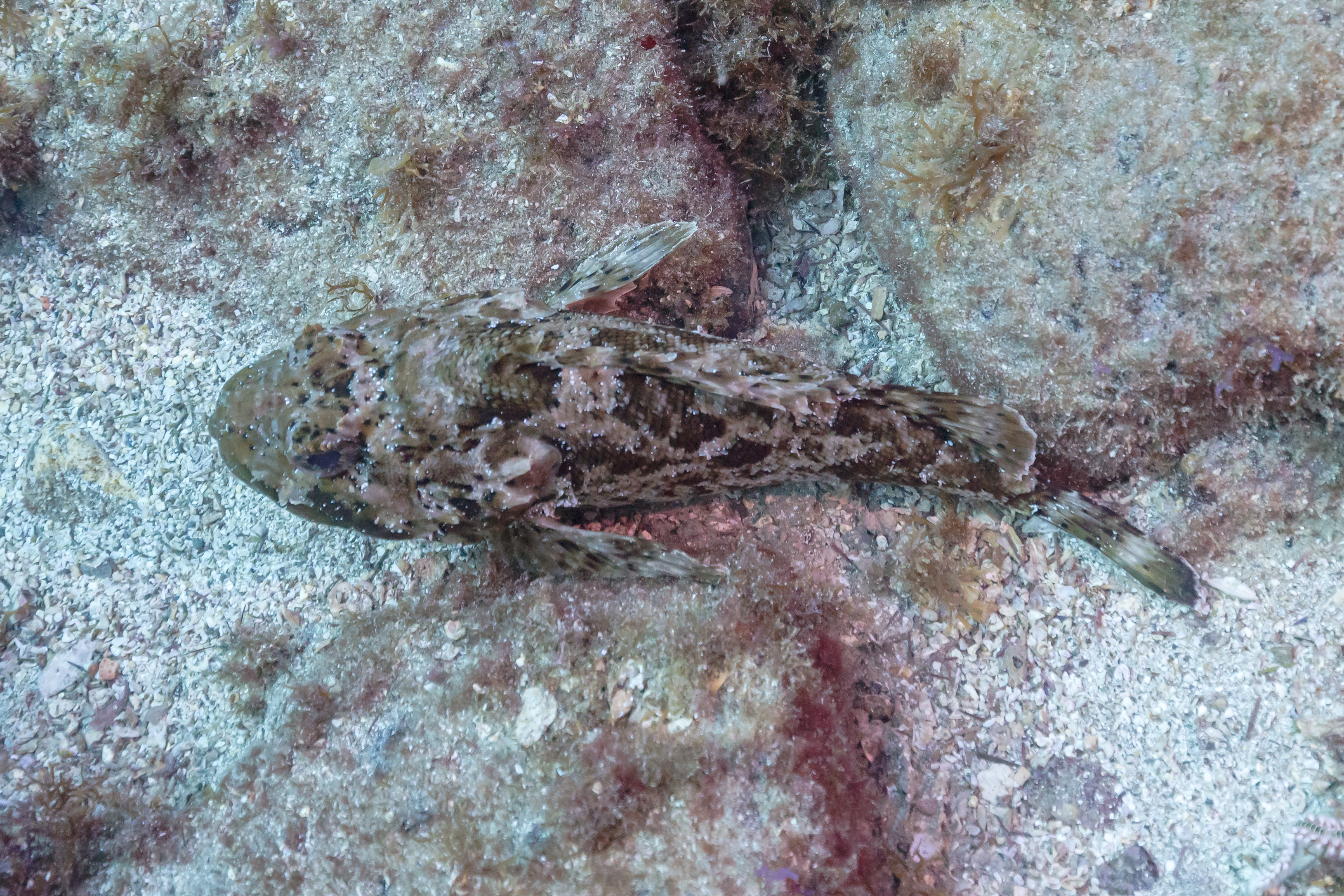
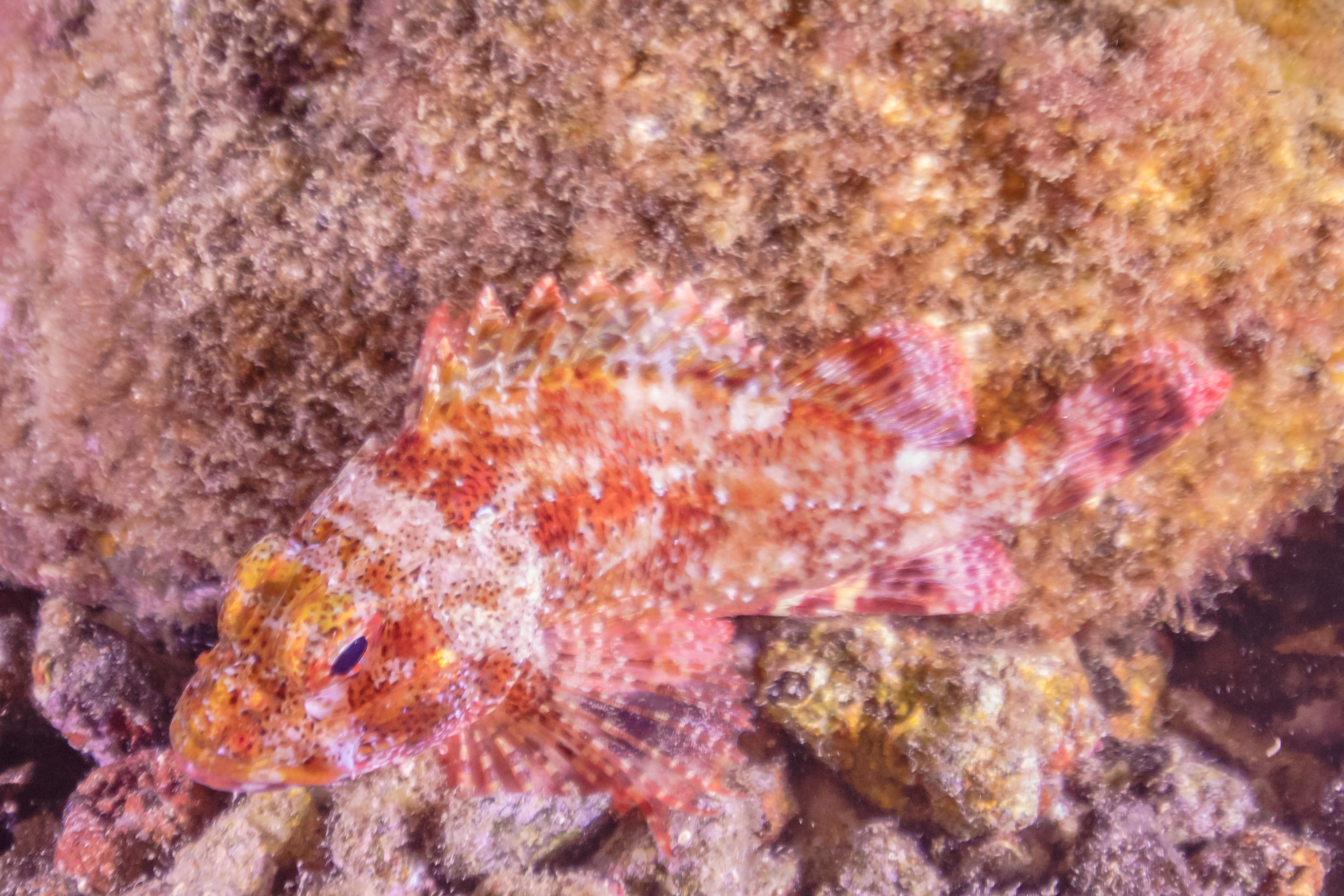
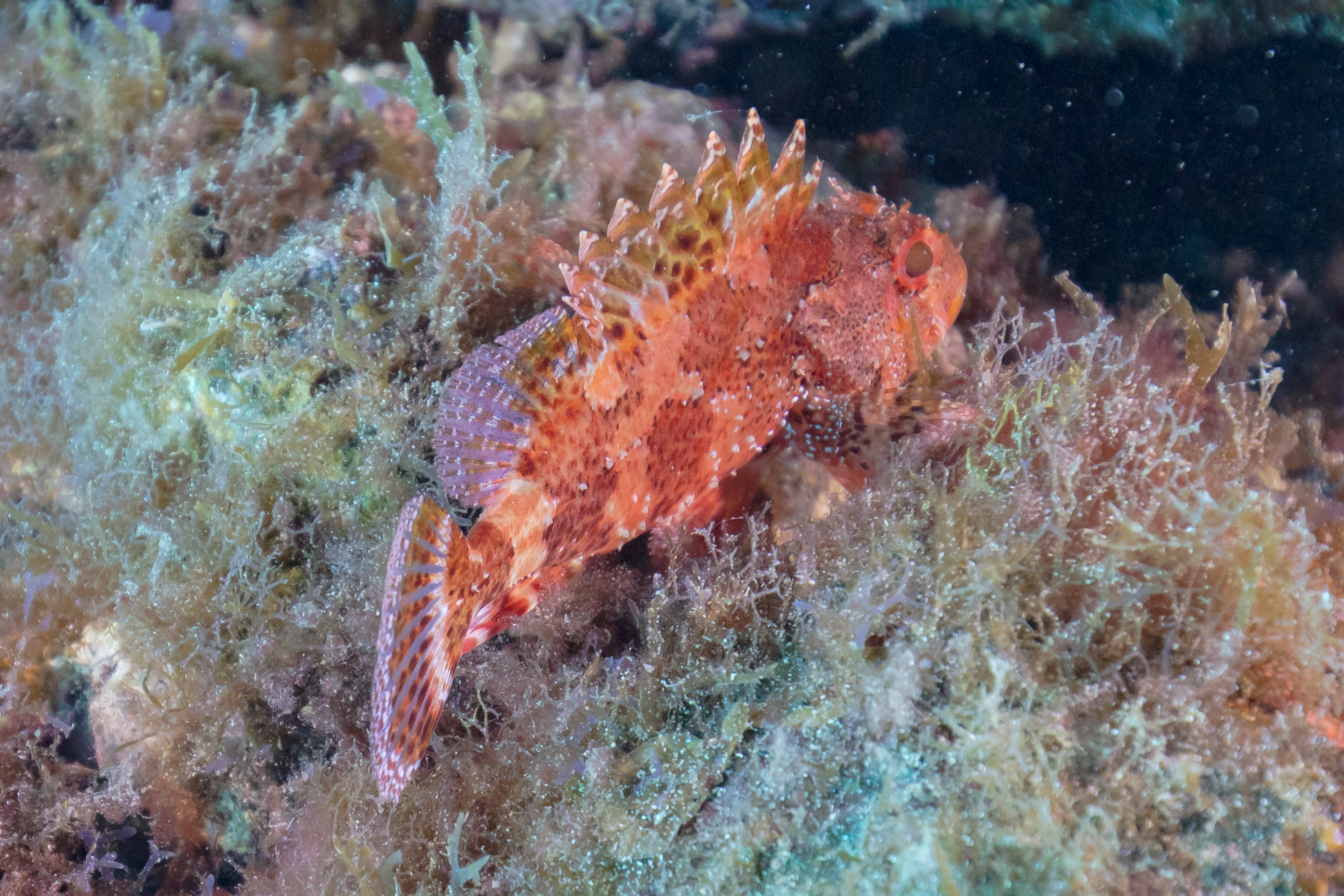